# Don Omar
William Omar Landrón Rivera (San Juan, 1978. február 10.–), ismertebb művésznevén Don Omar, Puerto Rico-i reggaetón előadóművész, producer és színész. Néha az El Rey, illetve a királyok királya (a reggaeton zene királya) beceneveken is emlegetik. 2017. szeptember 1-jén bejelentette, hogy visszavonul a Puerto Ricó-i José Miguel Agrelot Coliseumban december 15-én, 16-án és 17-én tartandó koncertsorozat után. 2019. április 20-án tért vissza a zenéhez a "Single Ramayama" című dalával, amelyben Farruko is közreműködik.
Omar a Halálos iramban-filmsorozat négy filmjében is eljátszotta Rico Santost. Először a 2009-es Halálos iramban formálta meg a karaktert, majd visszatért a Halálos iramban: Ötödik sebesség (2011), a Halálos iramban 8. (2017), illetve a Halálos iramban 9. (2021) című filmekben.

## Élete
Don Omar a Puerto Rico-i San Juan egyik városrészében, Santurcéban született, ahol William Landrón és Luz Antonia Rivera legidősebb fiaként nevelkedett. Már fiatal korában érdeklődést mutatott Vico C és Brewley MC zenéje iránt. Fiatalon aktív tagja lett egy Bayamón-i protestáns közösségnek, a Iglesia Evangélica Restauración en Cristo-nak, ahol alkalmanként prédikációkat tartott. Négy év után azonban elhagyta az egyházat, hogy az éneklésnek szentelje magát.

## Magánélete
2003-ban született meg Omar első fia, Nicolas Valle Gomez. Omar 2008. április 19-én vette feleségül Jackie Guerrido meteorológust/újságírót. 2011 márciusában kiderült, hogy elváltak.

## Jogi problémák
2007. szeptember 18-án Omar rövid időre őrizetbe került a bolíviai Santa Cruz de la Sierrában egy jogi vita miatt. Egy bolíviai koncertszervező beperelte őt és menedzsmentjének egy részét, miután lemondta az év elejére tervezett koncertjét La Pazban, az Up Close nemzetközi turné keretében. A szervezet azt állította, hogy 70 000 dollárt csalt ki a lemondás miatt. Omar azt válaszolta, hogy azért mondta le a koncertet, mert a cég nem biztosította időben a repülőjegyeket. Miután az ügyet egy helyi bíró elé állították, mindkét fél megegyezésre jutott. Omar elhagyhatta az országot, hogy eleget tegyen egy korábban tervezett Buenos Aires-i szereplésének az argentin televízióban, és másnap visszatért, hogy koncertjét a Santa Cruz-i Tahuichi Aguilera futballstadionban tartsa meg.

## Filmjei
| Év   | Cím                              | Eredeti cím             | Szerep      | Magyar hang  | Rendező      |
| ---- | -------------------------------- | ----------------------- | ----------- | ------------ | ------------ |
| 2009 | Halálos iram                     | Fast & Furious          | Rico Santos | Kovács Lehel | Justin Lin   |
| 2009 | Los Bandoleros                   | Los Bandoleros          | Rico Santos | Kovács Lehel | Vin Diesel   |
| 2011 | Halálos iramban: Ötödik sebesség | Fast Five               | Rico Santos | Kovács Lehel | Justin Lin   |
| 2017 | Halálos iramban 8.               | The Fate of the Furious | Rico Santos | Kovács Lehel | F. Gary Gray |
| 2021 | Halálos iramban 9.               | F9                      | Rico Santos | Kovács Lehel | Justin Lin   |
| 2023 | Halálos iramban 10.              | F10                     | Justin Lin  |              |              |